# New Nambu M60
New Nambu M60 (ニューナンブM60) là loại súng ngắn ổ xoay do công ty Minebea tại Nhật Bản chế tạo từ năm 1960. Nó đã được thông qua để dùng trang bị cho lực lượng cảnh sát, lực lượng bảo vệ hoàng gia, các lực lượng biên phòng chống buôn lậu tại Nhật Bản. Việc phát triển mẫu nâng cấp đã được thực hiện nhưng nó vẫn là loại súng trang bị chính hiện tại. Ngoài ra nó cũng có mẫu dùng cho thể thao.

## Thiết kế
New Nambu M60 sử dụng cả hai cơ chế hoạt động kép và hoạt động đơn. Cả hai cơ chế được sử dụng là do có tình huống sẽ buộc người thi hành công vụ chống trả nhiều mục tiêu khác nhau bằng cách bóp cò liên tục trong thời gian ngắn mà không có thời gian để lên cò, nhưng do có lò xo hơi lớn nên cò súng khá nặng nếu sử dụng cơ chế hoạt động kép chỉ hiệu quả khi chiến đấu tầm gần. Súng được mạ crôm để chống ăn mòn.
Hệ thống nhắm cơ bản của súng là điểm ruồi. Ổ đạn xoay của súng chứa 5 viên sử dụng loại đạn 9.1×29mmR khi nạp đạn xạ hay nhả vỏ đạn cũ ra thủ sẽ đẩy ổ đạn sang phía tay trái. Súng không được thiết kế để gắn thêm bất kỳ hệ thống hỗ trợ chiến đấu nào khác.

## Biến thể
Súng có hai cỡ nòng, một dài 51 mm và một dài 77 mm trong đó phiên bản 51 mm là phổ biến nhất. Một phiên bản nâng cấp có tên Sakura cũng được dự định đưa vào sản xuất nhưng không được thực hiện.